# Río Terraba
Río Terraba är ett vattendrag i Costa Rica.   Det ligger i provinsen Puntarenas, i den södra delen av landet, 120 km söder om huvudstaden San José.